# Apiomeris zonifera
Apiomeris zonifera är en mångfotingart som beskrevs av Filippo Silvestri 1917. Apiomeris zonifera ingår i släktet Apiomeris och familjen klotdubbelfotingar. Inga underarter finns listade i Catalogue of Life.